# Peter Dorn (Künstler)

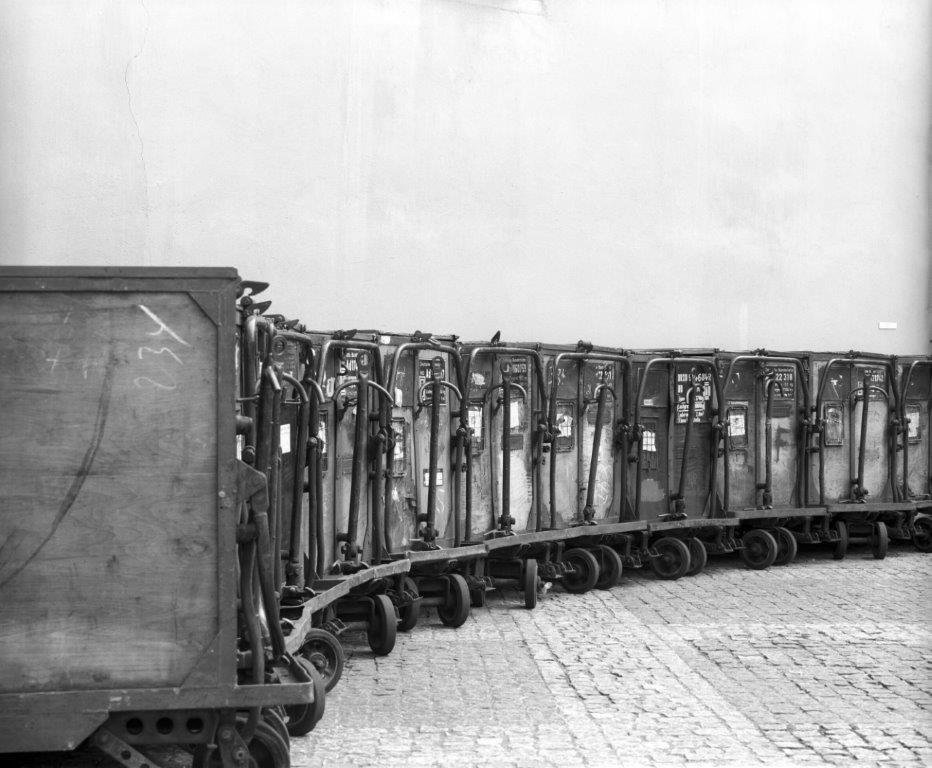
Installation, „Kleincontainer der Regelbauart“, 1992, angemietete DB-Rollcontainer. Innenhof des Thon-Dittmer-Palais in Regensburg

Peter Dorn (* 6. Februar 1938 in Aussig, Tschechoslowakei; † 16. Februar 2024 in Bamberg) war ein deutscher Grafiker und Installationskünstler.

## Leben
Nach seiner Ausbildung als Grafiker in einem Regensburger Werbeatelier studierte Peter Dorn von 1960 bis 1963 Angewandte Grafik an der Akademie der Bildenden Künste Nürnberg bei Karl Hans Walter. 1995 erhielt er ein Stipendium Virginia Center for the Creative Arts, USA.
Seit 1949 lebte und seit 1964 arbeitete Peter Dorn freischaffend in Regensburg. Dorn war verheiratet mit der Künstlerin Astrid Schröder.

## Wirken
Dorn beschäftigte sich in seinen Werken mit der Gegenwart und mit der damit verbundenen Spurensuche des Alltags.
„Peter Dorn, eine Künstlerpersönlichkeit der ‚besonderen Art‘: zurückhaltend, fast still bereichern seit Jahren seine radikal angedachten, objekthaften, aber auch zeichnerisch angelegten Interventionen oder Installationen das Kunstleben der ostbayerischen Region“. Herbert Schneidler
„Seine Containerinstallation im Thon-Dittmer-Hof vom letzten Jahr hat vielleicht manche Gemüter beunruhigt. Sie ist aber heute wo Kunst im öffentlichen Raum mehr und mehr problematisch wird eine Lösung, in der keine neuen Werte postuliert werden, sondern die des Transportmittels neu veranschaulicht werden, bevor sie wieder ihrer alten Bestimmung zurückgeführt werden. Auch als Museumsmann habe ich Respekt vor jemanden, der seine Arbeit am liebsten am Ursprungsort belassen würde, um zwischen Fundort und Fundobjekt die Spannung eines erweiterten Handlungsfeldes entstehen zu lassen“. Veit Loers

## Ausstellungen (Auswahl)
Seit 1958 werden seine Werke in Einzel- und Gruppenausstellungen gezeigt:
- Kunst- und Gewerbehaus, Regensburg (1959–60, 1985)
- Museum Stadt Regensburg (1979)
- Museum Ostdeutsche Galerie Regensburg/Kunstforum Ostdeutsche Galerie Regensburg (1981–84, 1991–92, 2009, 2011)
- Große Kunstausstellung: Haus der Kunst, München (1982–84, 1988–89, 1994–95)
- Große Kunstausstellung NRW Düsseldorf (1991–92, 1994)
- Oberpfälzer Künstlerhaus, Schwandorf (1989, 2008)
- Deutsches Plakatmuseum Essen (1997)
- Slowakische Nationalgalerie Bratislava/SK (1998)
- Diözesanmuseum Regensburg (1998)
- Kunstverein Landshut (2010)
- Historisches Museum, Regensburg (2014)
- Stadtmuseum Amberg (2017)[6]
- Kunstverein Landshut (2018)[7] (gemeinsam mit Astrid Schröder)
- Minoritenkirche Regensburg (2021)
- Schau Fenster Schau #9, Galerie r8m, Köln (mit Norbert Müller-Everling, Thomas Kemper, Ivo Ringe) (2024)
- Kunstforum Ostdeutsche Galerie, Regensburg (mit Michael Bry, Alina Buga und Annette Lucks) (2025)

## Öffentliche Sammlungen (Auswahl)
- Bayerische Staatsgemäldesammlungen München
- Universität Regensburg; Universität Passau
- Sammlung Bezirk Oberpfalz Schwandorf
- Historisches Museum Regensburg
- Kunstforum Ostdeutsche Galerie Regensburg
- Ludwiggalerie Schloss Oberhausen

## Ehrungen (Auswahl)
- 1979 Kulturförderpreis der Stadt Regensburg
- 1985 Förderung der Bayerischen Staatsregierung für Künstler und Publizisten
- 1993 Kulturpreis Ostbayern
- 2010 Gerfried-Schellberger-Kunstpreis[8]
- 2020 Kulturpreis der Stadt Regensburg[9]